# 桃樂絲·維斯曼
桃樂絲·維斯曼（英語：Doris Wishman，1912年6月1日—2002年8月17日），（生于紐約市卒於邁亞密），猶太裔美國女劇作家、電影導演及獨立電影製片人，在四十二年的電影生涯共拍了三十九齣電影。
自學成師的電影人，桃樂絲被認為是電影界中最多產的女性導演之一。近年來，更被公認為邪典電影（cult movie）界中的被膜拜的對象。

## 1960至1964年「裸體年代」
桃樂絲早年的影圈生涯，主要拍攝裸體電影。
從1960至1964年，共完成了八套彩色的裸體電影。Blaze Starr Goes Nudist (1962)一片中，由傳奇的脫衣舞演員Blaze Starr擔綱演出。另外的電影包括Hideout in the Sun (1960), Diary of a Nudist (1961), Gentlemen Prefer Nature Girls (1962), Playgirls International (1963), Behind the Nudist Curtain (1963)，以及The Prince and the Nature Girl (1964). 
當中最享負盛名的是1961年的 月光光，脫光光（Nude on the Moon），影片結合了傳統裸體電影的元素以及科幻電影的情節。但由於裸體電影逐漸失去商業價值，桃樂絲放棄了製作這類型電影。

## 1965年至1970年  「性剝削年代」
桃樂絲在六十年代中期開始製作黑白的性剝削（sexploitation）電影，並使用了第二任丈夫的姓名Louis Silverman作為藝名。 
當中，去死吧！壞女孩（Bad Girls Go to Hell，1965年）可堪當時期的代表作，幾乎作品所有性剝削電影的元素，都可以在這套電影中找尋得到。故事講述一位女孩險遭強姦，錯手殺了一名男子後逃亡至紐約市。她在這個人慾橫流之地遇到很多誘惑，並漸漸沉迷於性慾之中。雖然故事陳腔濫調，但普遍被認為是女性主義電影的先聲。這齣片亦開始了桃樂絲與攝影師C. Davis Smith的緊密合作關係。在桃樂絲2002年的電影作品Each Time I Kill中，戴維斯仍然作為她的攝影師。
其他的性剝削作品包括The Sex Perils of Paulette (1965)，Another Day, Another Man (1966)，My Brother's Wife (1966)，女體之味（A Taste of Her Flesh，1967），Indecent Desires (1967)，Too Much Too Often! (1968)，愛之小玩意 (Love Toy,1968)。其中，The Amazing Transplant (1970)以彩色菲林拍攝，無論在風格以及題材上，都已接近軟性色情（soft-core）電影類型。

## 1971年至1978年
在整個七十年代，桃樂絲作了很多類型電影與類型混合的實驗。例如，《鑰孔癡漢》（Keyholes Are for Peeping, 1972）是一齣性喜劇，由喜劇演員Sammy Petrillo擔綱演出。《致命武器》（Deadly Weapons, 1973年）與《73吋雙重間諜》（Double Agent 73, 1974年）則是動作類型，由以七十三吋巨胸而聞名於世的脫衣舞藝員Chesty Morgan主演。這兩套電影被譽為是桃樂絲的最著名作品，亦是她的獨特camp美學的代表作。
七十年代中期桃樂絲更導演了小量硬性色情（hardcore）電影，如《撒旦係條女》（Satan Was a Lady, 1975）與《來搞吧！我的愛人》（Come with Me, My Love, 1976），由色情明星安妮·斯普林克爾主演。但桃樂絲當時否認了拍過這兩套戲，直至晚年才肯公開承認。 
另外，她還有不少實驗性的作品，例如1978年以偽紀錄片的手法，講述變性人的"Let Me Die a Woman"。片中更找來一些真實的變性人作為演員。當中，未來的色情片巨星哈里·里姆斯（即"Tim Long"）亦在此片中擔任一名小角色。

## 80年代以後 「回歸」
由於留意到驚慄殺人電影，例如黑色星期五(Friday the 13th) 成為了電影的主流，桃樂絲因而改拍血腥驚慄類型，例如1983年的A Night to Dismember，但由於在商業上嚴重失敗，直接結束了桃樂絲的電影事業。
在90年代，她在邪典電影（cult）界的名聲又突然躍起，借其名氣完成了兩齣性喜劇，如2002年的假狗天堂 (Dildo Heaven)，以及全新製作的性剝削片撒旦係條女（Satan Was a Lady）（與1975年的作品同名）。而遺作則是在邁亞密拍攝的青春恐怖電影Each Time I Kill（2002年）。桃樂絲在此電影完成六星期後，即2002年8月，因惡性淋巴腫瘤而逝世，終年九十歲。